# Saito Daisuke (1980)
Daisuke Saito (sinh ngày 29 tháng 8 năm 1980) là một cầu thủ bóng đá người Nhật Bản.

## Sự nghiệp câu lạc bộ
Daisuke Saito đã từng chơi cho Kyoto Sanga FC, Vegalta Sendai, Tokushima Vortis và Tochigi SC.